# Diestrammena sonlaensis
Diestrammena sonlaensis är en insektsart som beskrevs av Andrej Vasiljevitj Gorochov 1990. Diestrammena sonlaensis ingår i släktet Diestrammena och familjen grottvårtbitare. Inga underarter finns listade i Catalogue of Life.